# (11844) Ostwald
(11844) Ostwald  es un asteroide perteneciente al cinturón de asteroides, descubierto el 22 de agosto de 1987 por Eric Walter Elst desde el Observatorio de La Silla, en Chile.

## Designación y nombre
Ostwald se designó inicialmente como 1987 QW2.
Más adelante fue nombrado en honor al químico alemán  Wilhelm Ostwald (1853-1932).

## Características orbitales
Ostwald orbita a una distancia media del Sol de 3,1746 ua, pudiendo acercarse hasta 2,6476 ua y alejarse hasta 3,7016 ua. Tiene una excentricidad de 0,1660 y una inclinación orbital de 1,3294° grados. Emplea en completar una órbita alrededor del Sol 2066 días.

## Características físicas
Su magnitud absoluta es 13,0. Tiene 11,284 km de diámetro. Su albedo se estima en 0,115.